# Андресен, Тур
Тур Э. А́ндресен (норв. Thor Ø. Andresen) — норвежский кёрлингист.
В составе мужской сборной Норвегии участник чемпионата мира 1968 (заняли пятое место). Чемпион Норвегии среди мужчин.
Играл на позиции четвёртого, был скипом команды.

## Достижения
- Чемпионат Норвегии по кёрлингу среди мужчин: золото (1968).

## Команды
| Сезон   | Четвёртый    | Третий         | Второй          | Первый           | Турниры                      |
| ------- | ------------ | -------------- | --------------- | ---------------- | ---------------------------- |
| 1968—69 | Тур Андресен | Ларс Аскерсруд | Эйвинд Тандберг | Андерс Ландемоэн | ЧНМ 1968 · ЧМ 1968 (5 место) |

(скипы выделены полужирным шрифтом)